# Hebriden

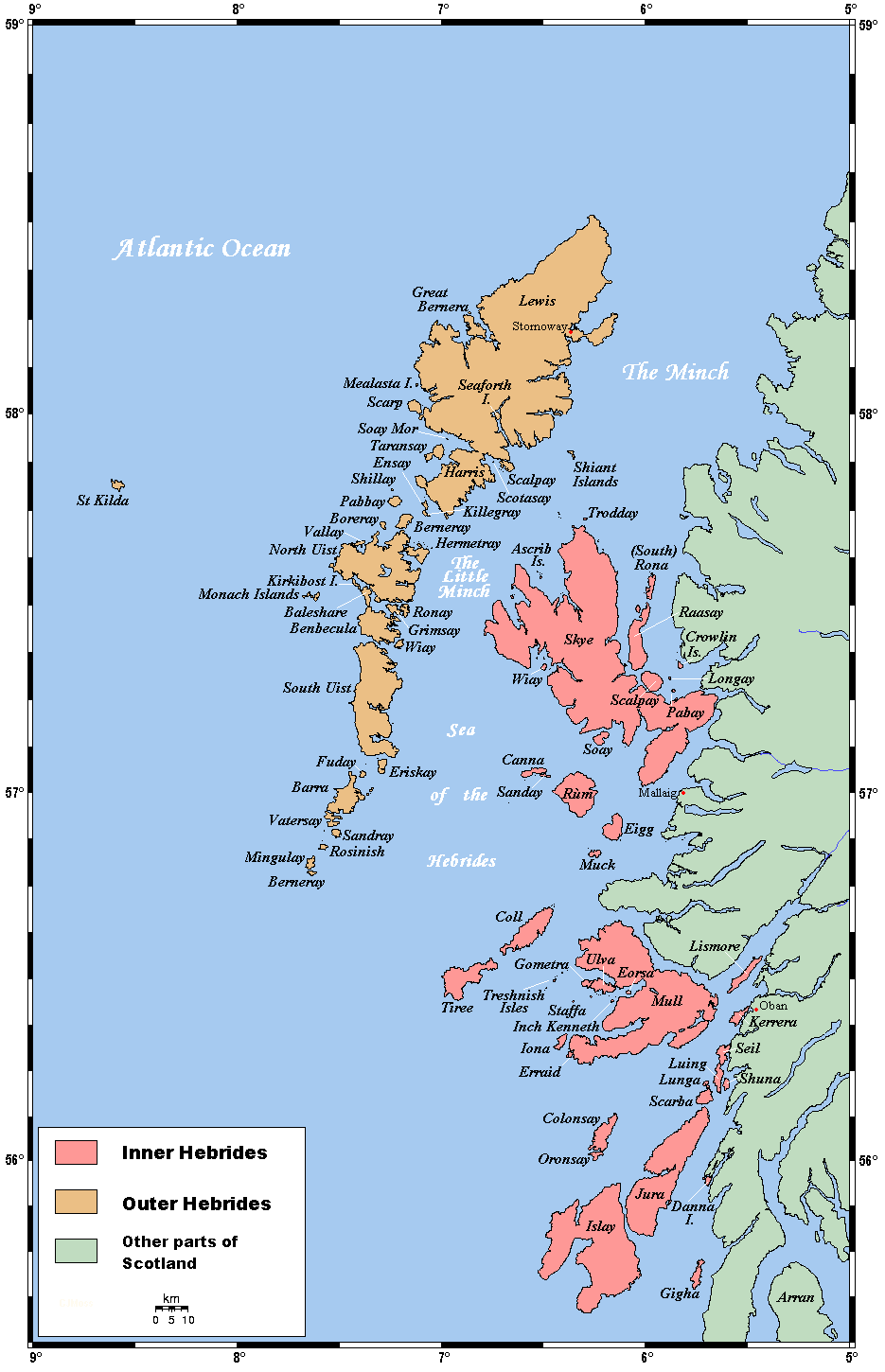
Innere Hebriden (rot) und Äußere Hebriden (ocker)

Die Hebriden (englisch Hebrides [ˈhebrɪdiːz], schottisch-gälisch na h-Innse Gall ‚Insel der Fremden‘, altnordisch Suðreyjar ‚Südliche Inseln‘) sind eine Inselgruppe, bis zu 50 Kilometer vor der Nordwestküste Schottlands gelegen. Der Archipel teilt sich morphologisch wie politisch in die Äußeren Hebriden (auch bekannt als Western Isles) und die Inneren Hebriden, getrennt durch den Little Minch und den North Minch sowie die Barrapassage.

## Etymologie
Die frühesten schriftlichen Hinweise, die in Bezug auf die Inseln erhalten geblieben sind, stammen aus der Naturgeschichte von Plinius dem Älteren um 77 n. Chr., in der er feststellt, dass es 30 Hebuden gibt, die nach Watson eindeutig die Äußeren Hebriden sind. Etwa 80 Jahre später, 140–150 n. Chr., schreibt Ptolemäus, der sich auf die früheren Marineexpeditionen von Agricola stützt, dass es fünf Ebuden (möglicherweise die Inneren Hebriden) gibt. Spätere Texte in klassischem Latein, von Schriftstellern wie Solinus, verwenden die Formen Hebuden und Hæbuden. Der von Ptolemäus aufgezeichnete Name (H)ebudes ist möglicherweise präkeltisch.

## Geographie
Die Hebriden erstrecken sich über mehr als 200 km Länge von etwa 59° N 6° W bis 56° N 8° W und bilden für die Küste des schottischen Hauptlandes einen Wall vor dem Atlantik. Von den rund 500 Inseln mit insgesamt 7285 km² sind nur die größeren rund 70 bis 80 Inseln besiedelt, nach anderen Angaben nur etwa 50. Viele dieser Inseln haben nur geringe Einwohnerzahlen.

### Geologie
Die Inseln bauen sich aus verschiedenen, aber hauptsächlich alten (ab dem Präkambrium) kristallinen Gesteinstypen wie Granit, darunter der ortsspezifische Lewis-Granit, Gneis oder Schiefern auf. Im inneren Inselbereich herrschen neben Gneisen und Graniten tertiäre Vulkanite (Basalt) vor.
Die eiszeitliche Überformung hinterließ, trotz der geringen Höhe über dem Meeresspiegel, einen vielfältigen Formenschatz, dem auch die mehr als 100 Seen zuzurechnen sind. Höchster Punkt der Gruppe ist der Sgùrr Alasdair (993 Meter über dem Meeresspiegel) in den Black Cuillins auf der Insel Skye, die zweithöchste Bergkette bildet der Ben More (966 Meter) auf der Isle of Mull. Insgesamt befinden sich 13 Munros auf den Hebriden, davon zwölf auf Skye und einer auf Mull.

### Klima
Die Hebriden liegen unter dem Einfluss fast ständiger feuchter, kühler Westwinde. Dennoch herrscht ein mildes Klima ohne besondere Temperaturschwankungen, da die Ausläufer des Golfstroms bis hierhin reichen. Die Temperatur schwankt zwischen 4 oder 5 °C im Januar und 12 bis 16 °C im Sommer, bei häufigem Regen, insgesamt über 1000 mm bis 1200 mm im Jahr. Harter Frost ist seltener und weniger intensiv als zum Beispiel in London. Auch Schneefall kommt üblicherweise nur an rund 30 Tagen im Jahr vor. Das prägnanteste Wetterelement ist der andauernde Wind. Durchschnittliche tägliche Windgeschwindigkeiten von über 20 km/h und Tageshöchstwerten von 50 bis 85 km/h zu jeder Jahreszeit sind die Regel. Für seltene Kälteeinbrüche sorgen östliche, trockene Frühlingswinde, wenn sich stabile Hochdruckgebiete über Skandinavien ausbilden, sowie arktische Luftmassen.

### Boden und Vegetation
Tritt nicht das nackte Gestein zu Tage, trägt die eher kahle Landschaft eine überwiegend dünne Bedeckung von Torf und scheinbar endlosen Mooren oder ist von grünen, saftigen Wiesen und Heide bedeckt. Auch an den Küstenstrichen wechseln sich weiße Sandstrände mit felsigen Partien ab. Größere Waldflächen existieren nur auf vereinzelten Inseln, da die Bodenmächtigkeit äußerst gering ist. Die eiszeitliche Gletscherbedeckung sorgte für einen vollständigen Verlust der Humusschicht, und die Neubildung von Boden findet nur sehr langsam und unter erschwerten Bedingungen statt. Dazu sind die beiden hauptsächlich vorkommenden Bodenarten entweder sehr sauer oder stark alkalisch und somit düngemittelbedürftig und verlangen nach Aufkalkung. Deshalb sind nur rund 100.000 Hektar als Ackerland in der Nutzung.

### Verwaltungsgliederung
Während die Äußeren Hebriden als Western Isles einen eigenen Verwaltungsbezirk bilden, sind die Inneren Hebriden zweigeteilt und gehören zwei schottischen Council Areas an. Der nördliche Teil mit Skye, den Small Isles sowie einigen kleineren Inseln nahe Skye wie Oronsay, Raasay und Scalpay liegen im Bereich der Council Area Highland. Die südliche Gruppe umfasst Mull, Islay, Jura, die Slate Islands und die Treshnish Isles neben einigen weiteren Inseln um Mull. Sie gehören zum Argyll and Bute Council.

## Geschichte
Die Vorgeschichte und Geschichte der Hebriden ist die meiste Zeit über eng mit den Northern Highlands von Schottland verbunden (siehe Geschichte Schottlands). Lediglich zur Zeit des Königreichs Dalriada, des Earltums auf Orkney und des Königreichs der Inseln gehörten die Inseln eine Zeit lang zu Irland (bis 572) bzw. Norwegen (bis zum Frieden von Perth 1266). Im 10. und 11. Jahrhundert bildete sich dort eine gälisch-nordische Mischkultur, die Gall-Ghaedil. Im 13. Jahrhundert endete die skandinavische Oberherrschaft. Im 15. Jahrhundert bildeten die Hebriden den zentralen Teil des vom Clan MacDonald kontrollierten Lordship of the Isles. Dies war ein gälisches Unterkönigtum, das zu seinen Hochzeiten fast die ganze Westküste Schottlands und Teile Nordirlands umfasste. Die kleine Hebrideninsel Iona war der Hauptsitz, der Heilige Columban war der Schutzpatron. Man knüpfte wieder an Dalriada an.
Iona war ab 563 das Zentrum der von Irland ausgehenden Christianisierung. Auf Skye, der Hauptinsel der Inneren Hebriden, zeigt das Museum of the Isles die Geschichte der Hebriden von der Ankunft der Kelten bis zur Gegenwart. Das Museum liegt im Park der Burg Armadale, dem Stammsitz des Clans der MacDonalds.

## Wirtschaft und Verkehr

### Wirtschaft
Lokale Rohstoffvorkommen für den regionalen und überregionalen Handel stellen der Torf, Sand, Stein, zum Teil als Split und einige Mineralien dar. Auch Kelp wird vermarktet. Nur wenige landwirtschaftliche Produkte sind für die Wirtschaft von größerer Bedeutung. Wichtig sind die Whiskyherstellung und die Viehzucht (Rinder, Schafe) mit den daraus gewebten Wollstoffen, darunter der bekannte Harris Tweed. Weiterhin gibt es einen nennenswerten Fischfang, und der Tourismus erfuhr in den letzten Jahrzehnten einen starken Aufschwung.

### Verkehr
Zwischen den Hauptinseln und mit dem Festland gibt es regelmäßige Fähr- und Fluglinien, die allerdings recht teuer und wetteranfällig sind. Nachdem 1946 Autofähren eingeführt worden waren, wurde in das Straßennetz der einzelnen Inseln verstärkt investiert. Auf den Hauptverkehrsadern verkehren Linienbusse, im Nebenverkehr werden kleine Postbusse eingesetzt. Einige dicht benachbarte Inseln wurden mit Brücken und/oder Dämmen verbunden. Die Insel Skye verfügt mit der Skye Bridge seit 1996 über eine direkte Straßenanbindung zum schottischen Festland.

## Bevölkerung
Auf einigen Inseln der Hebriden, vor allem auf Skye und auf Lewis, wird von einem Teil der insgesamt knapp 60.000 Einwohner noch Schottisch-Gälisch gesprochen. Nachdem die Zahl der Gälisch Sprechenden lange Zeit zurückgegangen war, ist sie seit einigen Jahren annähernd konstant; auf den Äußeren Hebriden sprechen vielerorts mehr als 70 % der Bevölkerung Gälisch.
Ihre Eigenarten und Lebensgewohnheiten stellt Lillian Beckwith in ihrem Roman Die See zum Frühstück dar.

## Sehenswürdigkeiten
- Barpa Langais (Cairn)

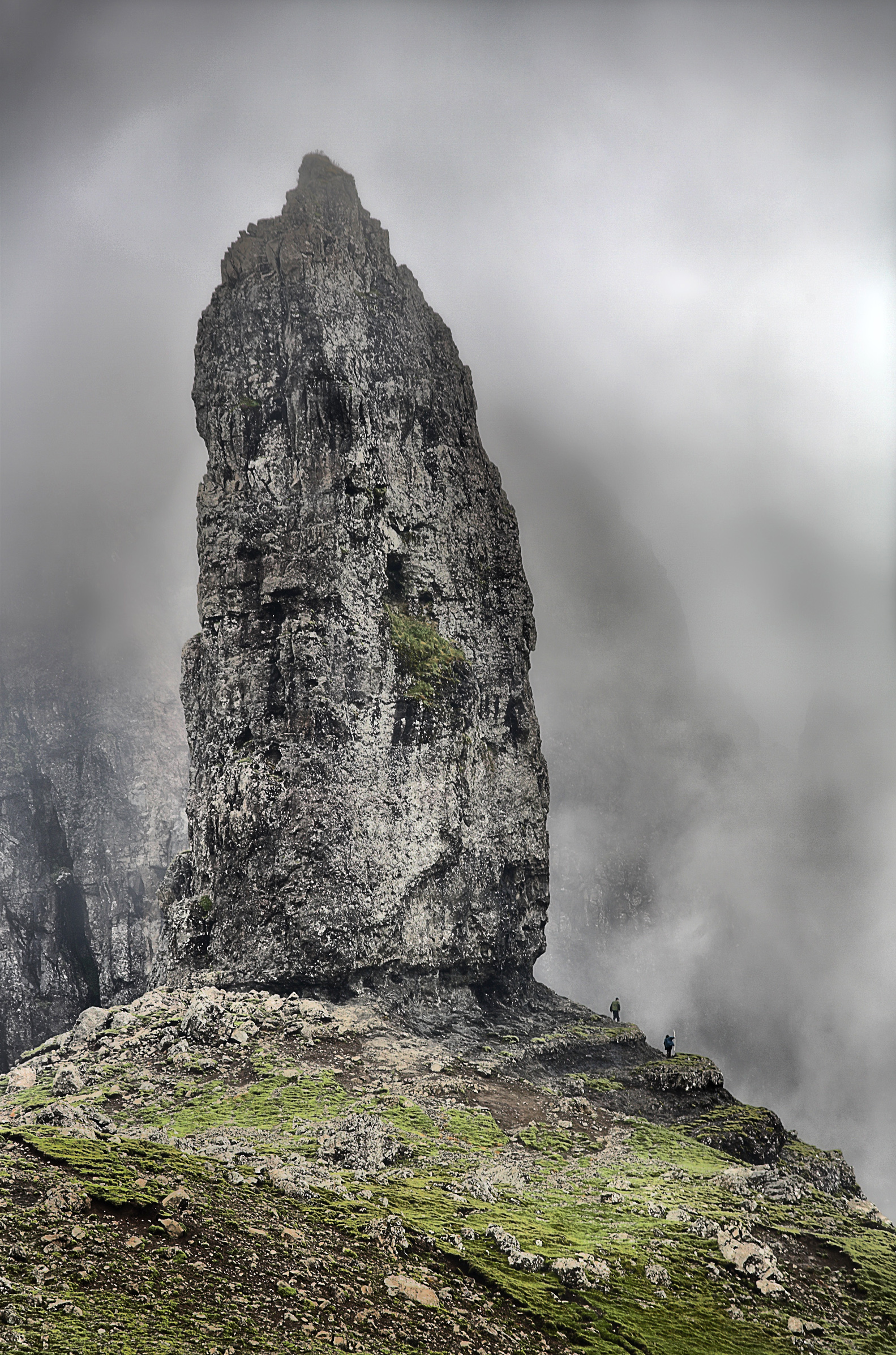
Old Man of Storr

- Steinkreis von Callanish I bis XVI (Steinkreise auf Lewis)
- Clach An Truishal (Menhir auf Lewis)
- Dun Carloway (Broch auf Lewis)
- Menhir von Finlaggan (auf Islay)
- Pobull Fhinn (Steinkreis auf North Uist)
- Old Man of Storr (50 Meter hohe Felsnadel auf Skye)

## Sonstiges
Als Neue Hebriden wurde eine Inselkette im Südpazifik bezeichnet, die als Kondominium von 1906 bis 1980 von Großbritannien und Frankreich verwaltet wurde und heute den Inselstaat Vanuatu bildet.
Musikalisch nehmen sowohl Granville Bantock (Hebridean Symphony) als auch Felix Mendelssohn Bartholdy (Konzert-Ouvertüre Die Hebriden) direkten Bezug auf die Inselgruppe Hebriden.